# Pfarrhaus (Batzenhofen)

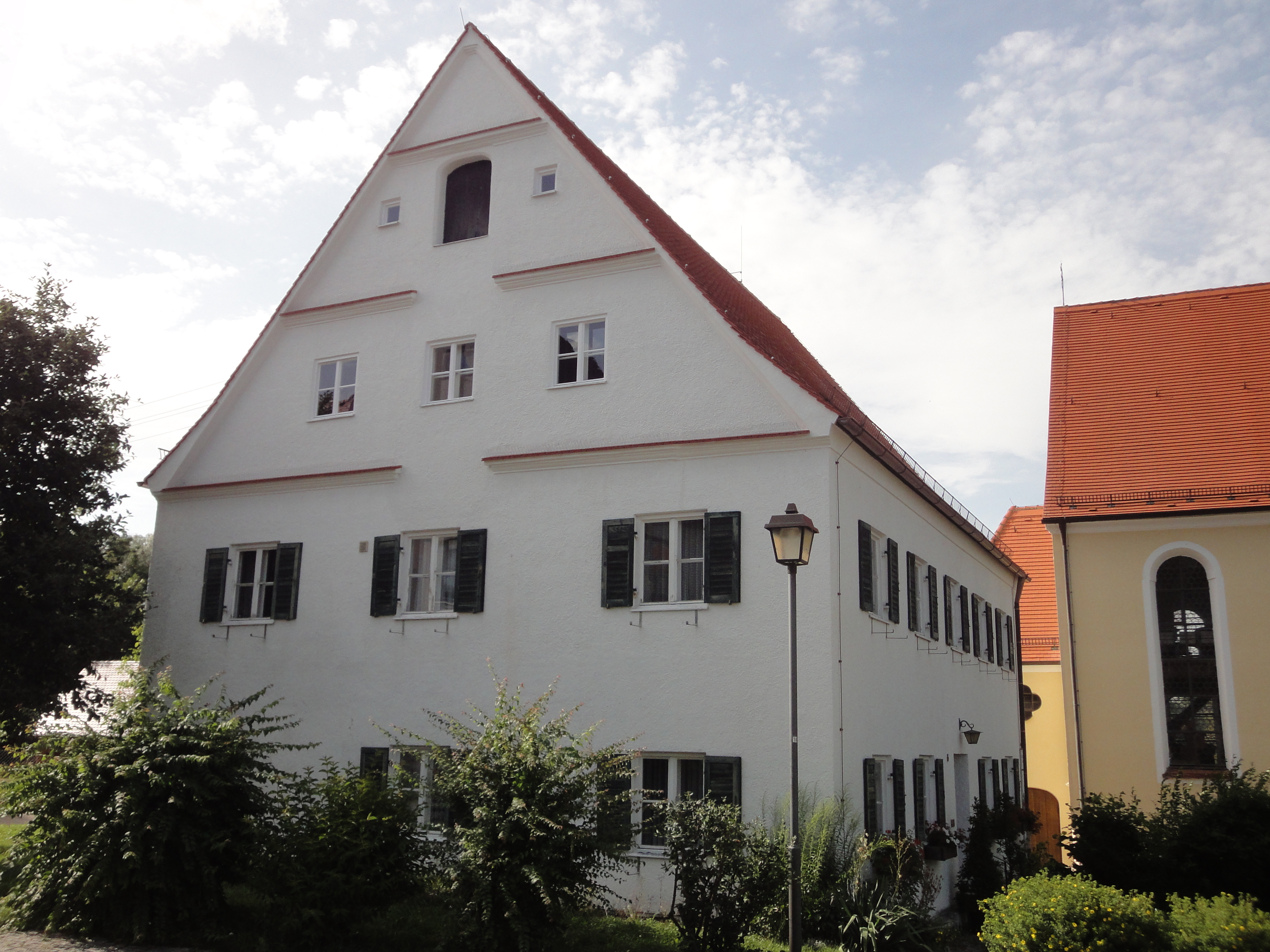
Pfarrhaus in Batzenhofen

Das Pfarrhaus gehört zur römisch-katholischen Kirchengemeinde St. Martin im Gersthofener Stadtteil Batzenhofen. Das Pfarrhaus ist als Baudenkmal geschützt.
Der Pfarrhaus liegt südwestlich neben der Kirche St. Martin. Er wurde 1705 als zweigeschossiger Satteldachbau mit Giebelgesimsen vom Damenstift St. Stephan in Augsburg erbaut und ist damit einer der ältesten im Landkreis Augsburg. 1890 erfolgte eine Instandsetzung, 1952 eine Restaurierung, wobei ein Drittel der Kosten durch Mitglieder der Pfarrei und Arbeitsleistung erbracht wurden. Eine weitere Renovierung erfolgte 2012.